# فيرجن ميديا ليمتد
فيرجن ميديا هي شركة اتصالات بريطانية تقدم خدمات الهاتف والتلفزيون والإنترنت في المملكة المتحدة. مقرها الرئيسي في جرين بارك في ريدينغ، إنجلترا. منذ عام 2013، كانت فرجين ميديا شركة تابعة لشركة شركة ليبرتي جلوبال، وهي شركة دولية للتلفزيون والاتصالات. كانت الشركة مدرجة سابقًا في بورصة ناسداك وبورصة لندن.
تأسست الشركة في مارس 2006 من خلال اندماج NTL وTelewest، مما أدى إلى إنشاء NTL: Telewest. في تموز (يوليو) 2006، اشترت الشركة شركة فيرجن موبايل المملكة المتحدة، وأنشأت أول شركة إعلامية «رباعية التشغيل» في المملكة المتحدة، تقدم خدمات التلفزيون والإنترنت والهاتف المحمول والهاتف الثابت. في نوفمبر 2006، وقعت الشركة صفقة مع السير ريتشارد برانسون لترخيص العلامة التجارية فيرجن للأعمال المشتركة. تم تغيير العلامة التجارية لجميع خدمات المستهلك الخاصة بالشركة تحت اسم فرجين ميديا في فبراير 2007.
تمتلك فيرجن ميديا وتدير شبكة كبلات الألياف الضوئية الخاصة بها في المملكة المتحدة، على الرغم من أن الألياف الضوئية لا تصل إلى مباني العملاء، وبدلاً من ذلك تذهب إلى خزانة شارع قريبة لتوفير الألياف الضوئية لخدمة الخزانة. اعتبارًا من 31 ديسمبر 2012، كان لديها ما يقرب من 4.8 مليون عميل كابل، منهم حوالي 3.79 مليون تم تزويدهم بخدمات التلفزيون (فيرجن تي في)، وحوالي 4.2 مليون مع خدمات الإنترنت ذات النطاق العريض وحوالي 4.1 مليون مع خدمات الهاتف الثابت. في نفس التاريخ، كان لديها حوالي 3 ملايين عميل للهاتف المحمول. منذ الاستحواذ على Smallworld Cable في عام 2014، تعد فرجين ميديا شركة الكابلات الوطنية الوحيدة في بريطانيا العظمى  وتغطي حاليًا 51٪ من المنازل في المملكة المتحدة. تتنافس فرجين ميديا بشكل أساسي في النطاق العريض مع سكاي بي إل سي وBT Group ومجموعة TalkTalk، وفي الهاتف المحمول مع شركة EE وO2 وVodafone وThree. في مايو 2020، توصل مالك Liberty Global لشركة فرجين ميديا وTelefónica المالكة لـ O2 إلى اتفاق لدمج أعمالهما في المملكة المتحدة بشرط الموافقة.

## التاريخ

### الأصول
تكمن أصول الشركة في كل من Telewest وNTL، اللذان اندمجا في مارس 2006.
بدأت Telewest في عام 1984 في كرويدون تحت اسم "Croydon Cable"،  واستحوذت عليها United Cable of Denver في عام 1988. توسعت الشركة خلال التسعينيات واعتمدت اسم Telewest في عام 1992 بعد اندماج TCI الأم آنذاك وغرب الولايات المتحدة. توسعت إلى الوصول إلى تلفزيون الكابل في عام 1999 من خلال شراء الحصة المتبقية بنسبة 50 ٪ في Cable London، وهي واحدة من أولى شركات تلفزيون الكابل في المملكة المتحدة، من NTL، مضيفة 400000 منزل في شمال لندن. في أبريل 2000، اندمجت Telewest مع Flextech،  وفي نوفمبر وسعت شبكة الكابلات الخاصة بها مع الاستحواذ على Eurobell، مما جعل العدد الإجمالي للمنازل يتجاوز 4.9 مليون.
تأسست NTL بواسطة Barclay Knapp وGeorge Blumenthal في عام 1993 باسم "International CableTel"، مستفيدة من تحرير سوق الكابلات في المملكة المتحدة. في البداية، استحوذت Cabletel على امتيازات محلية للكابلات تغطي جيلدفورد، أيرلندا الشمالية وأجزاء من وسط اسكتلندا وجنوب ويلز. في عام 1996، استحوذت شركة CableTel على شركة National Transcommentions Limited (NTL)، وهي شبكة نقل هيئة الإذاعة المستقلة في المملكة المتحدة المخصخصة. في عام 1998، اعتمدت CableTel "NTL" كاسم جديد لها.
اشترت NTL ISP Virgin.net في عام 2004، بعد أن قامت بتشغيلها في الأصل كمشروع مشترك مع Virgin Group منذ إطلاقها في نوفمبر 1996. لقد باعت خدمات النطاق العريض ADSL من خلال خطوط BT الأرضية لأولئك الذين يعيشون خارج المناطق التي تخدمها شبكة كبل NTL، كما أنها توفر خدمة الاتصال الهاتفي بالإنترنت القائمة على الاشتراك والخالية من الاشتراك. قبل الحصول على Virgin.net، قدمت NTL حزمة مماثلة تسمى NTL Freedom.

### الاندماج والاستحواذ على فيرجن موبايل
بدأت Telewest وNTL مناقشات حول الاندماج في أواخر عام 2003. بفضل مناطقهم المتميزة جغرافيًا، تعاونت NTL وTelewest سابقًا، كما هو الحال في إعادة توجيه العملاء المحتملين الذين يعيشون خارج مناطقهم. في 3 أكتوبر 2005، أعلنت NTL عن 16 دولارًا أمريكيًا مليار شراء Telewest، لتشكيل واحدة من أكبر شركات الإعلام في المملكة المتحدة. كانت اتفاقية الاندماج كما تم تنظيمها تتطلب من NTL أن تتفاوض مع بي بي سي ورلد وايد (الذراع التجارية لهيئة الإذاعة البريطانية) بسبب بند تغيير الملكية المكتوب في اتفاقية UKTV، وهو مشروع مشترك مع قسم المحتوى التابع لشركة Telewest's Flextech. لمنع هذا، حصلت Telewest بدلاً من ذلك على NTL.
في كانون الأول (ديسمبر) 2005 NTL: أعلنت شركة Virgin Mobile UK المشغل عن بُعد وشبكة افتراضية للهاتف المحمول (MVNO) عن إجراء محادثات بشأن الاندماج. رفض مديرو فيرجن موبايل المستقلون العرض الأصلي البالغ 817 جنيهًا إسترلينيًا مليون (1.4 مليار)، مع الأخذ في الاعتبار أن عرض NTL «يقلل من قيمة الأعمال». ورد أن السير ريتشارد برانسون أعرب عن ثقته في إمكانية المضي قدمًا في صفقة معاد هيكلتها، وفي يناير 2006 زادت NTL عرضها إلى 961 جنيهًا إسترلينيًا مليون (372 بنس لكل سهم). في 4 أبريل 2006، أعلنت NTL عن 962.4 جنيه إسترليني مليون عرض موصى به لشركة فيرجن موبايل. وفقًا للتقارير، قبل برانسون مزيجًا من الأسهم والنقد، مما جعله مساهمًا بنسبة 10.7 ٪ في الشركة المندمجة.
أكملت NTL وTelewest رسميًا اندماجهما في 3 مارس 2006، مما جعل الشركة المندمجة أكبر مزود للكابلات في المملكة المتحدة، مع أكثر من 90 ٪ من السوق. أعادت الشركة المندمجة تسمية نفسها NTL Incorporated، مع سيطرة مساهمي NTL السابقين على 75٪ من الأسهم ومساهمي Telewest السابقين 25٪. تسعة من 11 مديرًا لمجلس الإدارة الجديد جاءوا من NTL، واثنان من Telewest.
NTL: اكتمل استحواذ Telewest على Virgin Mobile في 4 يوليو 2006، مما أدى إلى إنشاء أول شركة وسائط «رباعية التشغيل» في المملكة المتحدة، تجمع بين خدمات التلفزيون والنطاق العريض والهاتف المحمول والهاتف الثابت. تضمنت الصفقة اتفاقية حصرية للعلامة التجارية لمدة 30 عامًا  والتي شهدت تبني NTL لاسم «فيرجن» بعد أن أكملت اندماجها مع Telewest. NTL: أعلنت Telewest في 8 نوفمبر 2006 أنها ستغير اسمها إلى «فرجين ميديا Inc».
في 9 نوفمبر 2006، أعلنت NTL أنها قد تواصلت مع محطة البث التلفزيوني التجارية ITV plc بشأن الاندماج المقترح،  بعد إعلان مماثل من قبل ITV. منعت BSkyB الاندماج في 17 نوفمبر 2006 بشكل مثير للجدل عن طريق شراء 17.9٪ من أسهم ITV plc،  وهي خطوة أثارت غضب ريتشارد برانسون المساهم في NTL،  وتحقيقًا من منظمة الإعلام والاتصالات Ofcom. في 6 ديسمبر 2006، أعلنت NTL أنها قد اشتكت إلى مكتب التجارة العادلة بشأن تحرك BSkyB، وأنها ستسحب محاولتها لشراء ITV plc، مشيرة إلى أنها لا تعتقد أنها تستطيع حاليًا إبرام صفقة بشروط مواتية.

### ريبراند باسم فيرجن ميديا

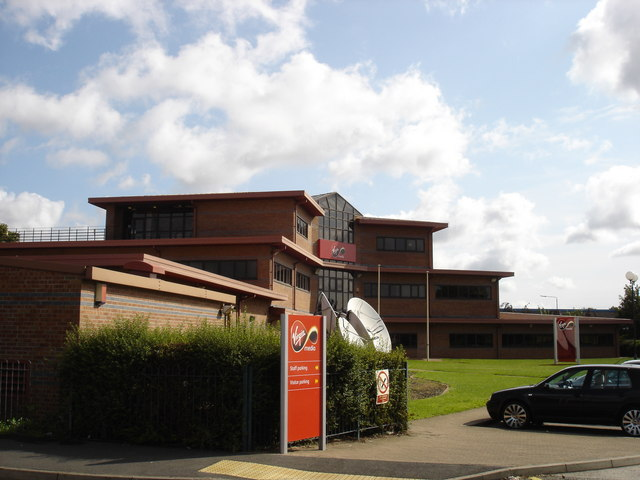
مكاتب فيرجن ميديا في نوتنغهام

خدمات NTL المجموعة - تسويقها سابقا تحت NTL، تم دمج Telewest وVirgin.net العلامات التجارية مع فيرجن موبايل تحت العلامة التجارية «فيرجن ميديا» في 8 فبراير 2007، التي أشار إليها العذراء يوما V.  تم دمج Virgin.net في العلامة التجارية الجديدة باسم فرجين ميديا Beyond Cable (لاحقًا فرجين ميديا National).
في فبراير 2007، حصلت Virgin Central، وهي خدمة عند الطلب، على حقوق بدء عرض حلقات من البرنامج التلفزيوني Lost (معروض بالفعل على Sky 1)، وعروض أخرى بما في ذلك Alias وOC. وسعت هذه الخدمة الخدمة عند الطلب المعروفة سابقًا باسم Teleport TV. تمت إعادة تسمية Teleport TV باسم TV Choice الذي يقدم برامج تم بثها مؤخرًا وعروضًا ومسلسلات أخرى.

### نزاع مع سكاي
انتهت اتفاقية قناة لشركة فرجين ميديا للاحتفاظ بقنوات Sky غير المميزة في 1 مارس 2007. فشلت فيرجين ميديا وسكاي في التوصل إلى اتفاق بشأن هذه القضية، وردّت سكاي بنشر رسالة إلى الجمهور في الصحف البريطانية الكبرى في 28 فبراير 2007.[بحاجة لمصدر] الرغم من رسالة سكاي، ألقت فيرجين ميديا باللوم على سكاي في استبدادها وتحريض المستهلكين على التبديل. فشلت الشركات في حل خلافاتهم، وبعد منتصف الليل في الأول من مارس 2007، استبدلت فيرجين ميديا محتوى قناة Sky1 وSky2 وSky Travel وSky Travel Extra وSky Sports News وSky News برسالة قياسية. عزت Sky جزءًا من ارتفاع السعر إلى حقيقة أن الصفقة الجديدة ستشمل أيضًا Sky3 وSky Arts ومحتوى عالي الدقة والفيديو حسب الطلب. قال Sky إن الصفقة ستكلف 3 بنسات فقط لكل عميل في اليوم (حوالي 35 مليون جنيه إسترليني سنويًا)، لكن فيرجن قالت إن ضمان الحد الأدنى للدفع المتضمن في العقد يعني أن المبلغ الفعلي المستحق سيتجاوز ضعف الدفعة الحالية.
في 2 آذار / مارس 2007، اتهم المجلس الوطني للمستهلكين سكاي وفيرجن «بالتصرف مثل الأطفال» وذكر أنه سينظر في رفع شكوى كبرى ضدهما أو عدم رفعها «من شأنها أن تساعد على ضرب الرؤوس معًا» بحلول نهاية ذلك الشهر. ثم في 5 مارس 2007، هددت فيرجن ميديا باتخاذ إجراءات قانونية ضد بي سكاي بي إذا ظلت المسألة دون حل في غضون 30 يومًا. في 12 أبريل 2007، رفعت فرجين ميديا دعوى قانونية في المحكمة العليا ضد BSkyB بموجب قانون المنافسة في المملكة المتحدة 1998 والمادة 82 من معاهدة EC. ادعت BSkyB أن فرجين ميديا بذلت القليل من الجهد لمزيد من التحكيم. في 9 مايو 2008، أفيد أن فيرجين ميديا وسكاي أجريا محادثات لحل النزاع.
في 4 نوفمبر 2008، تم الإعلان عن إبرام اتفاقية لقنوات Sky's Basic - بما في ذلك Sky1 وSky2 وSky3 وSky News وSky Sports News وSky Arts 1 وSky Arts 2 وSky Real Lives وSky Real Lives 2 للعودة إلى فرجين ميديا من 13 نوفمبر 2008 حتى 12 يونيو 2011. في المقابل، ستوفر Sky خدمة نقل مستمرة لقنوات فرجين ميديا Television - Living وLivingit وBravo وBravo +1 وChallenge وChallenge Jackpot وVirgin1 لنفس الفترة. تتضمن الاتفاقيات رسوم نقل سنوية ثابتة تبلغ 30 مليون جنيه إسترليني للقنوات مع قدرة كل من موردي القنوات على تأمين مدفوعات إضافية محدودة إذا كانت قنواتهم تلبي أهدافًا معينة متعلقة بالأداء. كجزء من الاتفاقيات، وافقت كل من Sky وفرجين ميديا على إنهاء جميع إجراءات المحكمة العليا ضد بعضهما البعض فيما يتعلق بنقل القنوات الأساسية لكل منهما.
في 26 أغسطس 2009، أيدت هيئة معايير الإعلان الادعاءات التي قدمتها فيرجن ميديا في تسويقها، على الرغم من شكوى من مزود النطاق العريض المنافس سكاي.

### السنوات الأخيرة
في 5 فبراير 2013، أعلنت Liberty Global أنها وافقت على شراء فرجين ميديا مقابل ما يقرب من 23.3 مليار دولار أمريكي (15 مليار جنيه إسترليني) في دمج الأسهم والنقد. في 15 أبريل، تم منح الموافقة التنظيمية للاتحاد الأوروبي على الصفقة، وهي العقبة الأخيرة في عملية الاستحواذ. في 4 يونيو، وافق المساهمون على الاستحواذ  وتم الانتهاء من الصفقة في 7 يونيو.
في 3 فبراير 2014، استحوذت فيرجن ميديا على Smallworld Fiber، مزود الكابلات في شمال غرب إنجلترا وغرب اسكتلندا، مقابل رسوم لم يكشف عنها. تم دمج شبكة Smallworld في فرجين ميديا خلال عام 2014.
في نوفمبر 2014، توصلت فيرجن ميديا إلى اتفاقية لبيع أعمالها ADSL إلى TalkTalk Group، مما يسمح لشركة فيرجن بالتركيز على عروض النطاق العريض للكابلات. بدأت Virgin في نقل العملاء إلى TalkTalk في فبراير 2015.
في 20 يوليو 2018، أُعلن أن فرجين ميديا ستتوقف عن بث جميع قنوات UKTV اعتبارًا من 22 يوليو 2018 بسبب الرسوم  ومشكلة تتعلق بحقوق البث عند الطلب الخاصة بشركة Virgin. لم تكن الشركات قادرة على الموافقة على الشروط للسماح للقنوات العشر وفرعها +1 وHD بالاستمرار في التوفر على المنصة  وتوقفت القنوات عن التوفر بعد منتصف ليل 22 يوليو 2018  مع فيرجن استبدال قنوات UKTV على خدمتهم بشبكات أخرى. أدى ذلك إلى رد فعل عنيف من قبل العملاء حيث هدد البعض بالمغادرة. انتهى النزاع أخيرًا بعد ثلاثة أسابيع في 11 أغسطس 2018 بعد أن توصلت فرجين ميديا وUKTV إلى اتفاق. استعادت فرجين ميديا تدريجيًا جميع قنوات UKTV العشر بقنواتها +1 وHD Simulcast جنبًا إلى جنب مع البث المتزامن الذي تمت إضافته الآن GOLD HD وتطبيق UKTV Play المعاد تثبيته. يتميز التطبيق الآن بخمسة أضعاف كمية المحتوى عند الطلب المتاح الآن. تمت استعادة جميع قنوات UKTV وتطبيق UKTV بالكامل إلى منصات فرجين ميديا بحلول 15 أغسطس 2018.

### الاندماج المقترح مع O2
أكدت Liberty Global وTelefónica في 7 مايو 2020 أنهما تجريان محادثات لدمج أعمالهما في المملكة المتحدة، فرجين ميديا وO2 في صفقة قيمتها 31 مليار جنيه إسترليني، رهنا بموافقة لجنة المسابقات في المملكة المتحدة. يقال إن الاندماج سيشكل واحدة من أكبر شركات الترفيه والاتصالات في المملكة المتحدة، والتي ستصبح منافسًا رئيسيًا لمجموعة BT.

## العمليات الحالية

### فيرجن برودباند
تقسيم النطاق العريض يجمع بين (كابل النطاق العريض عمليات NTL في النطاق العريض الوصول إلى الإنترنت الاتصالات عبر كابل)، Blueyonder (Telewest كابل النطاق العريض العمليات) وVirgin.net (ADSL، والنطاق العريض الوصول إلى الإنترنت من خلال خط الهاتف غير كابل).
يتم تسويق النطاق العريض فيرجن في مناطق الكابلات على أنه «نطاق عريض من الألياف البصرية». إنها شبكة FTTN، حيث تُستخدم خطوط جذع الألياف البصرية لربط الواجهة الأمامية للمنطقة بالخزائن الموجودة في الشارع.  فيرجن ميديا عبارة عن ألياف ضوئية للمنازل والشركات، على عكس BT والشركات التي تستخدم منصة BT، حيث يتم استخدام الكابلات النحاسية القديمة في المنازل والشركات، ومن هنا تأتي السرعات البطيئة الناتجة عن السرعات العالية المقدمة بواسطة فرجين ميديا، السرعات التي لا يمكن لشركات أخرى مضاهاتها في الوقت الحالي.
في يوليو 2009 و2010، احتلت شركة فرجين ميديا Broadband المرتبة الأولى في اختبار سرعة النطاق العريض Ofcom في المملكة المتحدة. اختبرت Ofcom السرعات النموذجية لخدمات النطاق العريض التي يقدمها معظم مزودي خدمة الإنترنت في المملكة المتحدة، بما في ذلك BSkyB وBT وTiscali وAOL وTalkTalk وPlusnet وO2 وOrange. نظرًا لأن معظم اتصالات النطاق العريض في المملكة المتحدة يتم توفيرها بواسطة ADSL، وتختلف جودة خطوط الهاتف الفردية وفقًا للمسافة من التبادل،  يتم تسويق معظم خدمات النطاق العريض للخطوط الأرضية على أنها السرعة القصوى التي سيدعمها خط الهاتف الخاص بالفرد، «إلى 8 ميغا بايت». ونتيجة لذلك، تختلف السرعات الفعلية التي تم الحصول عليها اختلافًا كبيرًا، ولكنها دائمًا ما تكون مقيدة بخط الهاتف الفردي - حيث تكون جودتها خارج نطاق سيطرة مزود النطاق العريض. لا يحتوي النطاق العريض للكابل على مثل هذا التغير في السرعة الناتج عن جودة الاتصال حيث أن الشبكة مملوكة بالكامل ومسيطر عليها من قبل شركة الكابلات التي توفر النطاق العريض - أي تباطؤ ناتج بالكامل عن تشكيل حركة المرور، أو زيادة بيع السعة المحلية أو زيادة الاشتراك فيها. لهذا السبب، أظهرت النتائج أن سرعة النطاق العريض لشركة فرجين ميديا كانت أقرب إلى (على الرغم من أنها ليست 100٪) من الأرقام «الأعلى» التي أعلنت عنها، مقارنةً بمقدمي الخدمة الآخرين الذين تم اختبارهم. في حين أن موفري خدمات النطاق العريض للخطوط الأرضية عرضوا معدلات «تصل إلى» 24 ميجابت / ثانية، تم الإعلان عن إطلاق خدمة فيرجن 50 ميجابت / ثانية في 15 ديسمبر 2008 على أنها «أسرع نطاق عريض في المملكة المتحدة».
في 8 أكتوبر 2009، بدأت وسائل الإعلام العذراء محاكمات لتقديم TV وخدمات النطاق العريض التي تصل إلى 50 ميغابت / ثانية المصب عبر VDSL2 خط لمجلس الوزراء على جانب الطريق. تم ربط الخزانات بوصلات فيرجن ميديا عبر الألياف الجديدة التي وضعتها شبكات Vtesse من خلال التبادل المحلي لشركة BT، 5 كم. بالإضافة إلى النطاق العريض، قدمت فرجين ميديا مجموعة كاملة من خدمات التلفزيون، بما في ذلك الوضوح العالي وعند الطلب، عبر البنية التحتية الجديدة.
في 11 مارس 2010، أعلنت شركة فيرجن ميديا عن تجربة لمدة ستة أشهر باستخدام أعمدة الهاتف لتقديم خدمات النطاق العريض والتلفزيون بسرعة 50 ميجابت / ثانية إلى قرية بيركشاير في وولهامبتون. حددت فيرجن ميديا أكثر من مليون منزل في أجزاء من المملكة المتحدة يمكن أن تستفيد من الانتشار عبر أعمدة الهاتف، دون الحاجة إلى دعم حكومي. خلال شهر يوليو، تم تمديد التجربة لتشمل البنية التحتية التجارية القائمة في قرية كروملين الويلزية، كيرفيلي.
في 7 أكتوبر 2010، أمرت Ofcom BT بفتح شبكتها من الألياف الضوئية لمزودي النطاق العريض المتنافسين للمساعدة في دفع انتشار خدمات الإنترنت عالية السرعة في المملكة المتحدة. كما أمرت Ofcom شركة BT بتحرير الوصول إلى البنية التحتية للشبكة - بما في ذلك جميع أعمدة الهاتف والقنوات الأرضية - لنشر النطاق العريض في المناطق التي لا تخطط BT للوصول إليها. أكدت شركة فيرجن ميديا خططها لتوسيع شبكة النطاق العريض الخاصة بها في المملكة المتحدة باستخدام البنية التحتية المملوكة لشركة BT. باستخدام هذا النهج، كانت الشركة تأمل في توسيع شبكتها لتصل إلى ما يصل إلى 16 مليون من 26 مليون منزل في المملكة المتحدة.
في 27 أكتوبر 2010، أعلنت شركة فيرجن ميديا عن خدمة النطاق العريض 100 ميجابت / ثانية، والتي تتميز بمعدلات 10 ميجابت / ثانية، والتي تم طرحها للبيع في 8 ديسمبر 2010. كانت مناطق الخدمة المبكرة أجزاء من لندن والجنوب الشرقي ويوركشاير. مع معدلات أعلى من المنبع على وجه التحديد، تتوقع أن يشهد الإقبال على خدمات الحوسبة السحابية أيضًا زيادة. وكان من المتوقع أن يكتمل بدء التطبيق بحلول منتصف عام 2012.
في 11 يناير 2012، أعلنت شركة فيرجن ميديا عن خطط لمضاعفة سرعات حزم النطاق العريض المحددة؛ ستزيد حزمة 10 ميجابت / ثانية إلى 20 ميجابت / ثانية و20 ميجابت / ثانية و30 ميجابت / ثانية إلى 60 ميجابت / ثانية و50 ميجابت / ثانية إلى 100 ميجابت / ثانية وحزمة 100 ميجابت / ثانية إلى 120 ميجابت / ثانية س. ومن المتوقع أن يبدأ التطبيق في فبراير 2012 ويكتمل بحلول منتصف عام 2013 بتكلفة 110 مليون جنيه إسترليني. منذ الإعلان، أكدت فرجين ميديا أنها تخطط الآن أيضًا لترقية عملاء بسرعة 50 ميجابت / ثانية إلى 120 ميجابت / ثانية دون أي تكلفة إضافية، مما يؤدي في الواقع إلى خفض الرسوم الشهرية لعملاء 100 ميجابت / ثانية.
في 11 نوفمبر 2013، أعلنت شركة فرجين ميديا عن خدمتها ذات النطاق العريض بسرعة 152 ميجابت / ثانية، والتي تتميز بمعدلات تحميل تصل إلى 12 ميجابت / ثانية، والتي بدأت في الانتشار للعملاء اعتبارًا من 28 فبراير 2014. قامت الشركة أيضًا بترقية العملاء الحاليين، من 30 ميجا بايت إلى 50 ميجا بايت، و60 ميجا بايت إلى 100 ميجا بايت، و120 ميجا بايت إلى الخدمة الجديدة 152 ميجا بايت. ومن المتوقع أن يكتمل الطرح بحلول أوائل عام 2015.
في فبراير 2015، أعلنت فرجين ميديا عن أكبر استثمار لها في البنية التحتية للنطاق العريض منذ أكثر من عقد. من المقرر أن تستثمر 3 مليارات جنيه إسترليني في تحسين شبكة النطاق العريض للألياف الضوئية الخاصة بها، وستعمل فيرجن ميديا على زيادة وصول الشبكة من 13 مليون إلى 17 مليون منزل.
في 29 سبتمبر 2015، أعلنت شركة فيرجن ميديا أن حزم النطاق العريض الخاصة بها سيتم تغيير علامتها التجارية إلى Vivid. ستقوم الشركة بترقية العملاء الحاليين من 50 ميجابت / ثانية إلى 70 ميجابت / ثانية، و100 ميجابت / ثانية إلى 150 ميجابت / ثانية و152 ميجابت / ثانية إلى 200 ميجابت / ثانية. سيتم طرح ترقية السرعة إلى 90٪ من العملاء بحلول نهاية عام 2015.
في 22 مارس 2017، قدمت فرجين ميديا سرعات فائقة السرعة مع حزم جديدة. يرتفع مستوى الدخول 100 ميجابت / ثانية إلى سرعة قصوى تبلغ 300 ميجابت / ثانية. في 29 أبريل 2019، كشفت فرجين ميديا عن حزمة جديدة بسرعة تنزيل تبلغ 500 ميجابت / ثانية؛ نظرًا لممارسة فيرجن ميديا للتوفير الزائد، يمكن أن تتوقع هذه الحزمة متوسط سرعات يبلغ 516 ميجابت / ثانية و575 ميجابت / ثانية كحد أقصى.
في 30 سبتمبر 2019، أعلنت فرجين ميديا عن طرح حزمة Gig1 الجديدة،  مما يوفر سرعات تنزيل تصل إلى 1140 ميجابت / ثانية (أكثر من 1 جيجابت / ثانية) وسرعات تحميل تصل إلى 52 ميجابت / ثانية، بدءًا من ساوثهامبتون، والتي تم طرحها لاحقًا إلى اختيار المدن الكبرى والمناطق المحيطة بها في جميع أنحاء المملكة المتحدة بما في ذلك مانشستر، ليدز، إدنبرة وجلاسكو. يتم توفير ذلك من خلال الترقيات إلى المصب إلى DOCSIS 3.1، مع سرعات التحميل التي لا تزال مقصورة على البنية التحتية للتحميل DOCSIS 3.0. إنهم يهدفون إلى إنهاء النشر عبر شبكة فرجين ميديا بأكملها بحلول نهاية عام 2021.
سوف تستبدل فرجين ميديا حزمة M500 بسرعات مطورة، لتحل محل 516 ميجابت / ثانية تنزيل و36 ميجابت / ثانية تنزيل 636 ميجابت / ثانية و41 ميجابت / ثانية تحميل على حزمة M600، ستحل محل M500 في 31 مارس، 2021.
حزم النطاق العريض المعلن عنها 
| اسم          | سرعة التنزيل المُعلن عنها (ميجابايت / ثانية) | سرعة الرفع المُعلن عنها (ميجابايت / ثانية) |
| ------------ | ------------------------------------------- | ----------------------------------------- |
| مسييه 50     | 54                                          | 5                                         |
| M100         | 108                                         | 10                                        |
| M200         | 213                                         | 20                                        |
| M350         | 362                                         | 36                                        |
| M500         | 516                                         | 36                                        |
| M600         | 636                                         | 41                                        |
| الألياف Gig1 | 1140                                        | 52                                        |

#### اختناق النطاق الترددي
تستخدم Virgin Broadband شكلاً من أشكال تقييد النطاق الترددي حيث يتم تقليل النطاق الترددي للعميل مؤقتًا بعد الوصول إلى عتبة خلال فترات الذروة. قامت الشركة بتجربة ومراجعة جميع المعلمات المتضمنة في الخنق، مثل حجم العتبة، وتعريفات فترة الذروة، ونسبة الاختناق والمدة. يتم تطبيق عتبات منفصلة على المنبع والمصب، وتختلف الحدود بين الحزم. اعتبارًا من 28 فبراير 2014، أعلنت فرجين ميديا أنها تلغي إدارة حركة المرور لحركة المرور النهائية على حزم 30 ميجا بايت أو أعلى، وهو ما رحب به العديد من العملاء. نتيجة لذلك، يتم خنق حزم 30 ميجابايت أو أعلى فقط في المنبع، حيث يتم اختناق حزم 20 ميجابايت أو أقل في كل من المنبع والمصب.
مثال على الاختناق أثناء العمل (مخطط مايو 2009): العميل لديه حزمة L (10 ميجابت / ثانية)، والتي يبلغ حدها 3 جيجابايت خلال 10 am-3pm وعتبة 1.5 جيجابايت بين 4 مساءً - 9 مساءً مع دواسة الوقود بنسبة 75٪ لمدة خمس ساعات. يقوم العميل بتنزيل أكثر من 3 جيجابايت صباح يوم الثلاثاء بين الساعة 10 صباحا - 3 مساء. يتم بعد ذلك خفض سرعة العميل إلى 2.5 ميجابت / ثانية خلال الخمس ساعات التالية من وقت تجاوزه الحد الأقصى، وبعد ذلك يتم استئناف الخدمة العادية.
في عام 2013، قامت فيرجن ميديا بتغيير  سياسة إدارة حركة المرور على حساب عملائها. نصت السياسة الجديدة على حد أقصى للاختناق بنسبة 40٪ على معظم الخدمات، ومع ذلك فقد أبلغ المستخدمون عن خنقهم بنسبة تصل إلى 54٪. إعلانات فيرجن ميديا بخصوص خدمات النطاق العريض «غير المحدودة» الخاصة بها، وإدارة المرور المثيرة للجدل الخاصة بها قيد التحقيق حاليًا من قبل هيئة معايير الإعلان، بعد حظر إعلانات سابقة.

#### خوادم Usenet
يمكن لعملاء فرجين ميديا استخدام خوادم Usenet (NNTP) بالعنوان "news.virginmedia.com". يتم الاستعانة بمصادر خارجية لهذه الخوادم إلى Highwinds Network Group ومقرها فعليًا في أمستردام، هولندا. تستضيف فيرجن ميديا أيضًا خادم Usenet تشغيليًا آخر كان يُعرف سابقًا باسم "text.news.ntlworld.com"، الآن "text.news.virginmedia.com"، والذي لديه قيودًا معينة ويحد من حجم المقالة إلى 50 كيلوبايت.

#### مترو أنفاق لندن
في مارس 2012، فازت فرجين ميديا بعقد حصري لتوفير وصول Wi-Fi لمنصات مترو أنفاق لندن حتى عام 2017. أعلنت الشركة عن الإنترنت عبر الهاتف المحمول في 80 محطة بحلول يوليو 2012 و40 محطة أخرى بنهاية عام 2012. ستظل الخدمة، التي تتيح الوصول إلى الإنترنت عبر الهاتف المحمول عبر بوابة TfL التي تقدم نشرات السفر والأخبار والترفيه، مجانية لعملاء فرجين ميديا، إلى جانب عملاء الشركات الشريكة، مثل فودافون وEE، بعد دورة الألعاب الأولمبية الصيفية لعام 2012. لن يتمكن المستخدمون الآخرون إلا من الوصول إلى كمية محدودة من المحتوى المجاني على بوابة TfL، مع تقديم خدمات الإنترنت عبر الهاتف المحمول الكاملة على أساس الدفع أولاً بأول.

### فيرجن ميديا بيزنس
في 11 فبراير 2010، تم تغيير علامتها التجارية ntl: Telewest Business لتصبح فيرجن ميديا بيزنس، إيذانا بنهاية علامتي NTL وTelewest اللذين تستخدمهما الشركة. توفر الشركة خدمات الإنترنت والاتصالات المخصصة للشركات.

### فيرجن موبايل

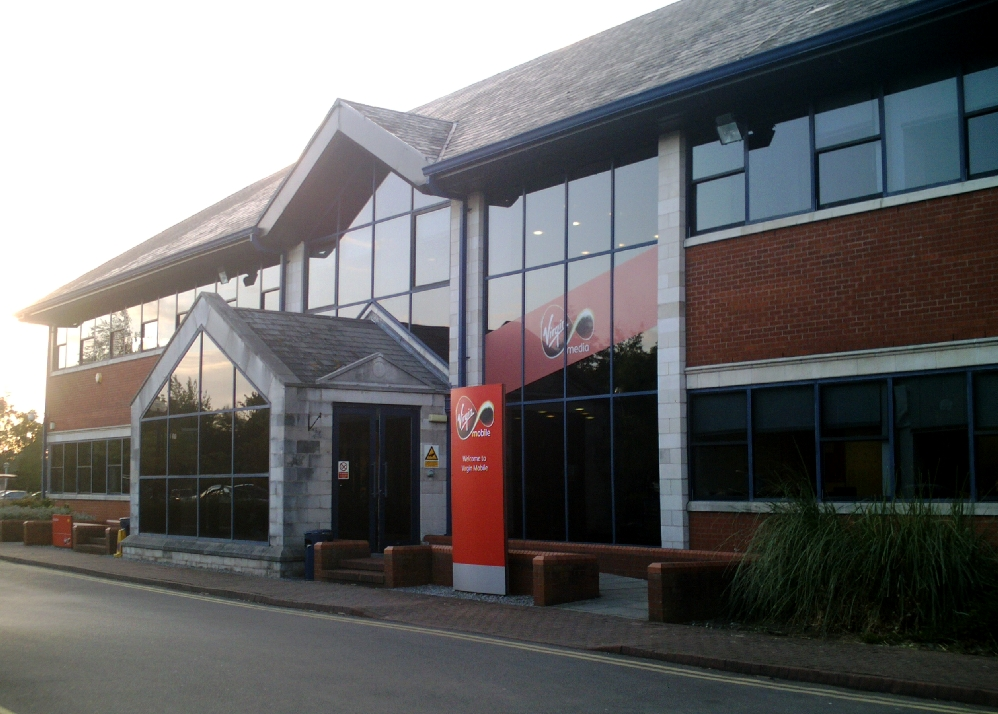
المقر السابق لشركة فيرجن موبايل في تروبريدج، ويلتشير.

العذراء وسائل الإعلام يملك فيرجن موبايل للاتصالات المحدودة، وهي تتخذ من بريطانيا مقرا مشغل تليفون الظاهري الشبكة (MVNO) بعقود استخدام EE شبكة الناقل الصورة، مع أكثر من أربعة ملايين مشترك.
اعتبارًا من عام 2021، ستبرم Virgin Mobile عقدًا مع فودافون المملكة المتحدة لاستخدام شبكتها بدلاً من ذلك. من المقرر أن ينتهي العقد في وقت ما في عام 2026.

### فيرجن فون
تقدم فيرجن فون خدمات الهاتف الأرضي. وهي تحتل المرتبة الثانية بعد احتكار الدولة البريطاني السابق، BT Group.
في 1 أبريل 2010، بدأت فرجين ميديا في تقديم هاتف منزلي مجاني لمكالمات الهاتف المحمول. يمكن لعملاء فيرجن فون الاتصال بعملاء فيرجن موبايل دون مقابل، خلال فترات برنامج Talk Plan المحددة.

### فيرجن تي في
فيرجن تي في، خدمة تلفزيون الكابل الرقمي من فرجين ميديا، اعتبارًا من 2007 تصنف باعتبارها ثاني أكبر خدمة تلفزيونية مدفوعة في المملكة المتحدة، حيث تضم 3.6 مليون مشترك، مقارنة بـ BSkyB's 8.2 مليون اعتبارًا من الربع الثالث من عام 2007.
اعتبارًا من عام 2007، من المحتمل أن يكون لدى 55٪ من الأسر في المملكة المتحدة إمكانية الوصول إلى شبكة فيرجن، في حين أن أي شخص في المملكة المتحدة لديه رؤية خط البصر للقمر الصناعي Astra& Eurobirdعند 28.2° درجة شرقًا لديه القدرة على تلقي خدمة Sky.
تُصنف Virgin TV كأكبر مزود في المملكة المتحدة للمحتوى حسب الطلب، مع أكثر من 3 مليون عميل فيديو عند الطلب (VoD) اعتبارًا من أكتوبر 2011 أكثر من 6500 ساعة من البرمجة.

#### القنوات
تحمل Virgin TV حوالي 300 قناة تلفزيونية وراديو رقمية، بما في ذلك مزيج من الاشتراك والاشتراك المميز وقنوات الدفع مقابل المشاهدة.

## العمليات السابقة

### تلفزيون فيرجن ميديا
كانت شركة فرجين ميديا Television (المعروفة سابقًا باسم Flextech) هي شركة المحتوى التابعة لشركة فرجين ميديا، وتقوم بتشغيل عدد من القنوات المملوكة بالكامل بما في ذلك Bravo وLIVING وTrouble وChallenge. أطلقت فيرجين وان على Freeview والكابل في 1 أكتوبر 2007، لتحل محل Ftn على Freeview.
في 4 يونيو 2010، أعلنت فرجين ميديا أنها توصلت إلى اتفاق لبيع فرجين ميديا Television إلى BSkyB، رهناً بموافقة الجهات التنظيمية. وسعت عملية الاستحواذ محفظة Sky من القنوات التلفزيونية المدفوعة الأساسية وألغت رسوم النقل التي كانت تدفعها سابقًا لتوزيع قنوات VMtv على خدماتها التلفزيونية. بالتوازي مع ذلك، توصلت الشركات إلى عدد من الاتفاقيات التي تنص على نقل بعض قنوات Sky القياسية وعالية الدقة (HD)، بما في ذلك تأمين اتفاقيات نقل جديدة للتوزيع بالجملة لمجموعة قنوات Sky الأساسية، بما في ذلك سكاي وان وسكاي ارتس، وقنوات VMtv المكتسبة حديثًا، على خدمة تلفزيون الكابل من فرجين ميديا.
في 29 يونيو 2010، أجازت هيئة المنافسة الأيرلندية الصفقة المقترحة. أعلنت BSkyB وفرجين ميديا عن إتمام عملية الاستحواذ في 13 يوليو 2010، بعد موافقة الجهات التنظيمية الأيرلندية. ثم تم تغيير اسم VMtv إلى Living TV Group. عند استكمال عملية الاستحواذ، دفعت Sky لشركة فرجين ميديا مبلغًا أوليًا قدره 105 جنيهات إسترلينية مليون مع ما يصل إلى 55 جنيهًا إسترلينيًا مليون تدفع عند الموافقة التنظيمية في المملكة المتحدة.
في 20 يوليو 2010، أعلن مكتب التجارة العادلة (OFT) أنه سيراجع استحواذ BSkyB على فرجين ميديا Television للحكم على ما إذا كان يثير أي مخاوف تتعلق بالمنافسة في المملكة المتحدة. في 14 سبتمبر 2010، قرر مكتب التجارة الدولية عدم إحالة استيلاء BSkyB على قنوات فرجين ميديا التلفزيونية إلى لجنة المنافسة.
كانت Virgin1 أيضًا جزءًا من الصفقة ولكن تم تغيير علامتها التجارية إلى القناة الأولى في 3 سبتمبر 2010، حيث لم يكن اسم فيرجن مرخصًا لـ Sky. كانت صفقات النقل الجديدة لمدة تصل إلى تسع سنوات. في السابق كان يتم إبرام صفقات النقل كل ثلاث سنوات.

### Sit-up
تمتلك شركة فيرجن ميديا شركة Sit-up Ltd، وهي مذيع في المملكة المتحدة لقنوات التلفزيون المنزلية، كمشروع مشترك منذ إطلاقها في عام 2000 وبالكامل اعتبارًا من مايو 2005 قامت بتشغيل قنوات Bid TV وPrice Drop TV وSpeed Auction TV، والتي تُعرض على الأقمار الصناعية الرقمية والكابلات والتلفزيون الأرضي والإنترنت.
في 1 أبريل 2009، أكدت فرجين ميديا أنها باعت Sit-up لشركة Aurelius AG مقابل مبلغ غير محدد.

### UKTV
UKTV عبارة عن شبكة تلفزيون رقمية وفضائية، تم تشكيلها من خلال مشروع مشترك بين بي بي سي ورلد وايد، وهي شركة تجارية تابعة لـ بي بي سي، وفيرجن ميديا. إنها واحدة من أكبر شركات التلفزيون في المملكة المتحدة. تتوفر قنوات UKTV عبر الأقمار الصناعية والكابل في المملكة المتحدة وأيرلندا. في المملكة المتحدة، على التلفزيون الأرضي الرقمي، يتوفر كل من أمس وديف على منصة Freeview. W (Watch سابقًا) هي القناة الرئيسية التي تديرها الشبكة حاليًا ؛ هي قناة ترفيهية عامة انطلقت في 7 أكتوبر 2008.
في 15 أغسطس 2011، وافقت فرجين ميديا على بيع حصتها البالغة 50٪ في UKTV إلى Scripps Networks Interactive (سكريبس نتوركس التفاعلية) في صفقة قيمتها 339 مليون جنيه إسترليني. دفع Scripps 239 مليون جنيه إسترليني نقدًا، وحوالي 100 مليون جنيه إسترليني للحصول على الأسهم الممتازة المعلقة والديون المستحقة على UKTV لشركة فرجين ميديا. كان إتمام الصفقة مشروطًا بالموافقات التنظيمية في أيرلندا وجيرسي، والتي تم استلامها في 3 أكتوبر 2011. فيما يتعلق بالصفقة، تتفاوض Scripps Networks Interactive وبي بي سي ورلد وايد على اتفاقية يمكن بموجبها، بعد الانتهاء، من بي بي سي ورلد وايد، عبر مزيج من النقد ومجموعة من الحقوق الرقمية لـ UKTV، زيادة حصتها من 50٪ إلى 60٪ كحد أقصى. لن تتأثر حقوق التصويت الحالية لـ Scripps Networks Interactive وتمثيل مجلس الإدارة بهذا الترتيب المقترح، والذي سيخضع لموافقات BBC Executive وBBC Trust.

## شؤون الشركات

### ملكية
بعد الانتهاء من الاندماج بين NTL وTelewest، والاستحواذ على Virgin Mobile، وافقت الشركة على اتفاقية ترخيص مدتها 30 عامًا مع مجموعة فيرجن التابعة للسير ريتشارد برانسون لاستخدام العلامة التجارية فيرجن، مع شرط إلغاء الاشتراك لمدة عشر سنوات. قبل برانسون مزيجًا من الأسهم والنقد، مما جعله مساهمًا بنسبة 10.7 ٪ في الشركة المندمجة في ذلك الوقت.
في يوليو 2007، قامت Virgin Group بالتحوط من 37٪ من حصتها في فرجين ميديا مقابل 224 مليون دولار من خلال اتفاقية قرض مع Credit Suisse، وهي صفقة مكنتها من الاحتفاظ بحقوق التصويت وتوزيع الأرباح. كان لدى Virgin Group خيار إعادة شراء 12.8 مليون سهم من أسهم فرجين ميديا التي رهنها بعد عامين، ولكن في مايو 2009 قررت عدم ذلك. تم استخدام الأموال في ذلك الوقت من قبل مجموعة Virgin للاستثمار في مجالات أخرى من أعمالها، مثل Virgin Green Fund، الذي تم إطلاقه في سبتمبر 2007، Virgin America فيرجن موبايل الهند. بحلول كانون الأول (ديسمبر) 2009، امتلكت شركة Virgin Entertainment Investment Holdings Limited التابعة للسير ريتشارد برانسون أقلية من 21,413,099 من الأسهم العادية لشركة فرجين ميديا،  مما جعله ثالث أكبر مساهم.
أعلنت ليبرتي جلوبال في 5 فبراير 2013 أنها وافقت على شراء الشركة مقابل ما يقرب من 23.3 مليار دولار أمريكي (15 مليار جنيه إسترليني) في عملية اندماج في الأسهم والنقد. وافق المساهمون على الاستحواذ في 4 يونيو،  وتم الانتهاء من الصفقة في 7 يونيو.
يتم التحكم عمليات UK العذراء وسائل الإعلام في نهاية المطاف من قبل الولايات المتحدة ديلاوير منظمة اسمه العذراء وسائل الإعلام (UK) جروب  لا يمكن لأصحاب المصلحة المهتمين تأكيد من يملك ويسيطر فعليًا على فرجين ميديا بسبب قانون شركة Delaware الذي لا يتطلب الكشف عن السيطرة على الملكية في التقارير السنوية المقدمة إلى الدولة. تم إغلاق الشركة المسماة فرجين ميديا (UK) Group LLC وحلها في عام 2016.

### الحصة السوقية
اعتبارًا من عام 2014، تمتلك فرجين ميديا حصة 20 ٪ من سوق النطاق العريض، مساوية لـ Sky Broadband، وخلف BT Total Broadband (على 31 ٪). بحلول عام 2016، انخفضت حصتها في السوق بشكل طفيف إلى 19٪، خلف BT (32٪) وسكاي (23٪).
قامت Virgin Television اعتبارًا من نوفمبر 2007 حوالي 3.4 مليون مشترك. 3.2 مليون منهم من عملاء الكابلات الرقمية، والآخرون 200000 من عملاء الكابلات التناظرية. تشكل فيرجن حوالي 15٪ من موزعي أجهزة التلفزيون في المملكة المتحدة، وتأتي قناة Freeview في المرتبة الثانية، وتحتل Sky المرتبة الثانية.[بحاجة لمصدر]

### إعلان
أطلقت فيرجن ميديا في فبراير 2007، بحدث علاقات عامة وحملة إعلانية باهظة الثمن تغطي القنوات التلفزيونية والصحف واللوحات الإعلانية الرئيسية في المملكة المتحدة. ظهرت الإعلانات التلفزيونية الممثلة أوما ثورمان، والكوميدي روبي واكس، والممثلين صامويل إل جاكسون، ومارك وارن، وديفيد تينانت.
كما قامت فيرجن ميديا برعاية القناة الرابعة لبرنامج تلفزيون الواقع Big Brother في مسلسله الثامن في عام 2007 ومسلسله Celebrity Hijack والمسلسل التاسع في عام 2008.
في عام 2012، أطلقت فرجين ميديا حملة إعلانية بملايين الجنيهات من بطولة يوسين بولت ومؤسس شركة فيرجن السير ريتشارد برانسون للترويج لخدمة النطاق العريض فائقة السرعة من فيرجن. تم توجيه الإعلانات التلفزيونية بواسطة Seth Gordon وشاركت بولت في انتحال شخصية برانسون.
في 8 يونيو 2016، أعلن نادي ساوثهامبتون أن فيرجن ميديا ستصبح الراعي لقميص النادي في صفقة مدتها ثلاث سنوات.

## الخلافات

### صافي الحياد
في أبريل 2008، أثار نيل بيركيت الرئيس التنفيذي لشركة فيرجن بالوكالة جدلاً عندما قال للتلفزيون، وهي مجلة تنشرها جمعية التليفزيون الملكية، «هذا الشيء المحايد على الشبكة هو حمولة من الهراء». ووفقًا للصحفي، فقد ادعى أن أي مزود محتوى فيديو رفض دفع علاوة لشركة فيرجن ميديا للوصول بشكل أسرع سيتعين عليه أن يعلق في «ممرات الحافلات»، حيث يتم تسليم المحتوى إلى المستخدمين النهائيين بسرعات أبطأ بكثير من دفع المحتوى. مقدمي.
كانت هناك انتقادات واسعة النطاق لهذه السياسة تم التعبير عنها على الإنترنت، وتطالب مجتمعات الإنترنت الكبيرة عملاء فيرجن بإنهاء اشتراكهم وبدء مقاطعة جماعية.
وفقًا لـ فرجين ميديا، تم إخراج التعليقات الواردة في المقالة من سياقها وأسيء تفسيرها. جاء في بيان صادر عن الشركة: «مع طرح فرجين ميديا لخدمة 50 ميجا بايت في وقت لاحق من هذا العام، نحن مجهزون بشكل فريد للتعامل مع الطلب على الخدمات الجديدة المتعطشة للنطاق الترددي. نحن نؤيد بشدة مبدأ أن الإنترنت يجب أن يظل مساحة مفتوحة للجميع ولم ندعو موفري المحتوى إلى الدفع مقابل التوزيع. ومع ذلك، فإننا ندرك أنه كلما لجأ المزيد من العملاء إلى الويب بحثًا عن المحتوى، سيكون لمقدمي الخدمات المختلفين احتياجات وأولويات مختلفة، وعلى المدى الطويل، من المشروع التساؤل عن كيفية إدارة هذا الطلب. نرحب بمناقشة مستنيرة حول هذه القضية».

### قمع تبادل الملفات غير القانوني للمواد المحمية بحقوق النشر
في 2 أبريل 2008، ديلي تلغراف ذكرت أن فيرجن ميديا ستبدأ محاكمة لاتخاذ إجراء ضد المشتركين الذين يقومون بتنزيل مواد محمية بحقوق الطبع والنشر بشكل غير قانوني من خدمات الإنترنت من نظير إلى نظير (P2P). سيتم توفير معلومات المخالفين من قبل صناعة التسجيلات الصوتية البريطانية، ثم ترسل فرجين ميديا وBPI خطاب تحذير إلى العميل.
ونفت فيرجين ميديا وبي بي آي تقارير عن أي اتفاق أو مخطط تجريبي وقالتا إنهما تجريان محادثات فقط بشأن هذه المسألة. ومع ذلك، ادعى شخص واحد على الأقل أنه تلقى خطابًا يهدد بفصل الاتصال. على الرغم من أن حكومة المملكة المتحدة دعمت خططًا لحظر مستخدمي تقنية p2p من الإنترنت، إلا أنها قد تنقلب قريبًا بسبب إدانة قوية من البرلمان الأوروبي على أساس قضايا الخصوصية وأهمية الوصول إلى الإنترنت.
في يوليو 2008، ذكرت هيئة الإذاعة البريطانية أن 800 من عملاء فيرجن ميديا الذين تدعي شركة BPI أنهم يشاركون الملفات المحمية بحقوق النشر قد أرسلوا رسائل تحذير في مغلفات عليها علامة «إذا لم تقرأ هذا، فقد يتم قطع اتصال النطاق العريض الخاص بك». نفى متلقي واحد على الأقل للرسالة ارتكاب أي خطأ من قبل أي مستخدم مخول لاتصاله واسع النطاق.
في 26 نوفمبر 2009، تم الكشف عن أن فرجين ميديا ستحاول تقنية الفحص العميق للحزم لقياس مستوى مشاركة الملفات غير القانونية على شبكتها. سيبحث نظام CView، الذي توفره Detica، في حركة المرور ويحدد حزم الند للند. سيقوم بعد ذلك بالنظر داخل تلك الحزم ومحاولة تحديد ما هو مرخص وما هو غير مرخص، بناءً على البيانات المقدمة من صناعة التسجيلات. ستغطي التجربة - التي ليس لها تاريخ انتهاء محدد - حوالي 40 ٪ من شبكة فرجين ميديا ولكن لن يتم إبلاغ المشاركين. أكدت فرجين ميديا أنها تسعى إلى قياس المستوى العام للمشاركة غير القانونية للملفات، وليس الاحتفاظ بسجلات للعملاء الفرديين. سيتم تجميع البيانات المتعلقة بمستوى انتهاك حقوق النشر وإخفاء هويتها.
في 22 يناير 2010، أكدت المفوضية الأوروبية أنها على الرغم من أنها لم تناقش الأمر مع فيرجين ميديا، فإنها ستراقب المحاكمة عن كثب. أعلنت منظمة الخصوصية الدولية أنها سترفع شكوى جنائية إلى شرطة العاصمة، لأنها جادلت بأنه بموجب لوائح الخصوصية والاتصالات الإلكترونية (توجيه EC) (PECR) وقانون تنظيم سلطات التحقيق (RIPA) وكذلك التوجيه الأوروبي بشأن الخصوصية الإلكترونية، يتطلب اعتراض ومعالجة الاتصالات إما موافقة مستنيرة صريحة من جميع الأطراف أو مذكرة.
في 3 مايو 2012، تم الإبلاغ عن أن فيرجن ميديا أصبحت أول مزود خدمة إنترنت في المملكة المتحدة يقوم بتنفيذ مرشح ويب لمنع الوصول إلى The Pirate Bay، امتثالاً لأمر المحكمة العليا في المملكة المتحدة في أبريل،  على الرغم من استمرار يكون عددًا كبيرًا من المرايا أو الوكلاء أو الشبكات الافتراضية الخاصة، لذلك ثبت فشل ذلك 

### تحصيل رسوم الخروج
تتقاضى شركة فرجين ميديا رسوم خروج من العملاء عندما ينتقلون إلى موقع لا يمكنهم فيه تلقي خدمات فرجين ميديا. تحقق Ofcom في فرجين ميديا بشأن هذه الممارسة وكان من المقرر أن تتخذ قرارًا أوليًا في أبريل 2018. في تحديث في مايو 2018، أفادت Ofcom أن لديها أسبابًا معقولة للاعتقاد بأن فيرجن قد خالفت أحد شروطها العامة من خلال: تحديد وفرض رسوم الإنهاء المبكر للعملاء (ETC) والتي كانت مرتفعة للغاية ؛ مطالبة العملاء الذين ينتقلون من منزل إلى منطقة داخل شبكة فيرجن بالتسجيل في عقد جديد محدد المدة أو الدفع لشركات التوظيف الإلكترونية ؛ وعدم اتخاذ إجراءات لضمان أن شروطها وإجراءاتها لإنهاء العقد لم تكن بمثابة مثبطات لعملائها ضد تغيير المزود. وجدت Ofcom أيضًا أن لديها أسبابًا معقولة للاعتقاد بأن فيرجن قد خالفت شرطًا عامًا آخر عندما فشلت في نشر معلومات واضحة وحديثة على موقعها الإلكتروني حول ETCs واجبة الدفع عند إنهاء العقود المحددة المدة.

### قوادة البيانات
في أوائل عام 2008، أُعلن أن ذراع مزود خدمة الإنترنت لـ فرجين ميديا قد أبرم عقدًا (جنبًا إلى جنب مع BT وTalkTalk) مع شركة برامج التجسس السابقة فورم (المسؤولة تحت غطاء 121Media لجذر Apropos rootkit)  اعتراض وتحليل بيانات تدفق النقرات الخاصة بمستخدميهم، وبيع المعلومات المجمعة مجهولة المصدر كجزء من خدمة إعلان Phorm's OIX. هذه الممارسة، التي أصبحت تُعرف باسم «قوادة البيانات»، تعرضت لانتقادات شديدة من مجتمعات الإنترنت المختلفة والأطراف المعنية الأخرى التي تعتقد أن اعتراض البيانات غير قانوني بموجب قانون المملكة المتحدة (RIPA). على مستوى أكثر جوهرية، جادل الكثيرون بأن مزودي خدمة الإنترنت وفورم ليس لديهم الحق في بيع سلعة (بيانات المستخدم) ليس لديهم مطالبة بملكيتها.
على الرغم من أن فورم ادعت في البداية أن فرجين ميديا قد وقعت عقدًا حصريًا وكانت ملتزمة بتنفيذ نظام تتبع Phorm's Webwise، إلا أن فرجين ميديا نأت بنفسها منذ ذلك الحين وتذكر الآن أنها وقعت فقط عقدًا أوليًا مع فورم لفهم تقنية التتبع بشكل أفضل، وليست ملزمة بتنفيذه. أشارت التقارير المنشورة على موقع الجارديان في مايو 2008 إلى أن فيرجن ميديا قد تنأى بنفسها عن النظام المثير للجدل.

### الرقابة على ويكيبيديا
في ديسمبر 2008، كانت فيرجن ميديا واحدة من العديد من مزودي خدمات الإنترنت في المملكة المتحدة الذين حاولوا فرض رقابة على وصول مستخدميها إلى مقالة ويكيبيديا حول ألبوم عام 1976 فيرجن كيلر من قبل فرقة الروك سكوربيونز. أثار غلاف الألبوم جدلاً، حيث يحتوي على صورة غامضة جزئيًا لفتاة عارية دون السن القانونية. تتضمن مقالة Wikipedia هذه الصورة وقد تم إدراج عنوان URL الخاص بها في القائمة السوداء من قبل مؤسسة مراقبة الإنترنت بعد شكوى من المستخدم. تم إلغاء القائمة السوداء منذ ذلك الحين.

## قضايا أمنية

### 10 أشهر من التعرض لسرقة البيانات
في مارس 2020، أصبح معروفًا أن قاعدة بيانات التسويق لشركة فرجين ميديا التي تستوعب التفاصيل الشخصية (أرقام الهواتف وعناوين المنزل والبريد الإلكتروني) لـ 900000 مستخدم تُركت بدون تأمين لمدة 10 أشهر. اعترفت الشركة بأن أحد موظفيها لم يتبع الإجراءات الأمنية الصحيحة، مما أدى إلى ضعف النظام. من المعروف على وجه اليقين حدوث مناسبة واحدة على الأقل للوصول غير المصرح به خلال هذه الأشهر العشرة. بدأ تحقيق جنائي بعد إغلاق الوصول لقياس مدى الضرر وتحديد ما إذا كانت بعض البيانات مسروقة.

## روابط خارجية
- الموقع الرسمي
- فيرجن ميديا بيزنس
- فيرجن ميديا موبايل
- قائمة القنوات على فرجين ميديا (قوائم القنوات التلفزيونية)  نسخة محفوظة 10 أغسطس 2018 على موقع واي باك مشين.
- كم عدد عناوين IP التي تمتلكها شركة فرجين ميديا Limited؟